# Caccobius tuberifrons
Caccobius tuberifrons là một loài bọ cánh cứng trong họ Bọ hung (Scarabaeidae).